# Marco Wanderwitz

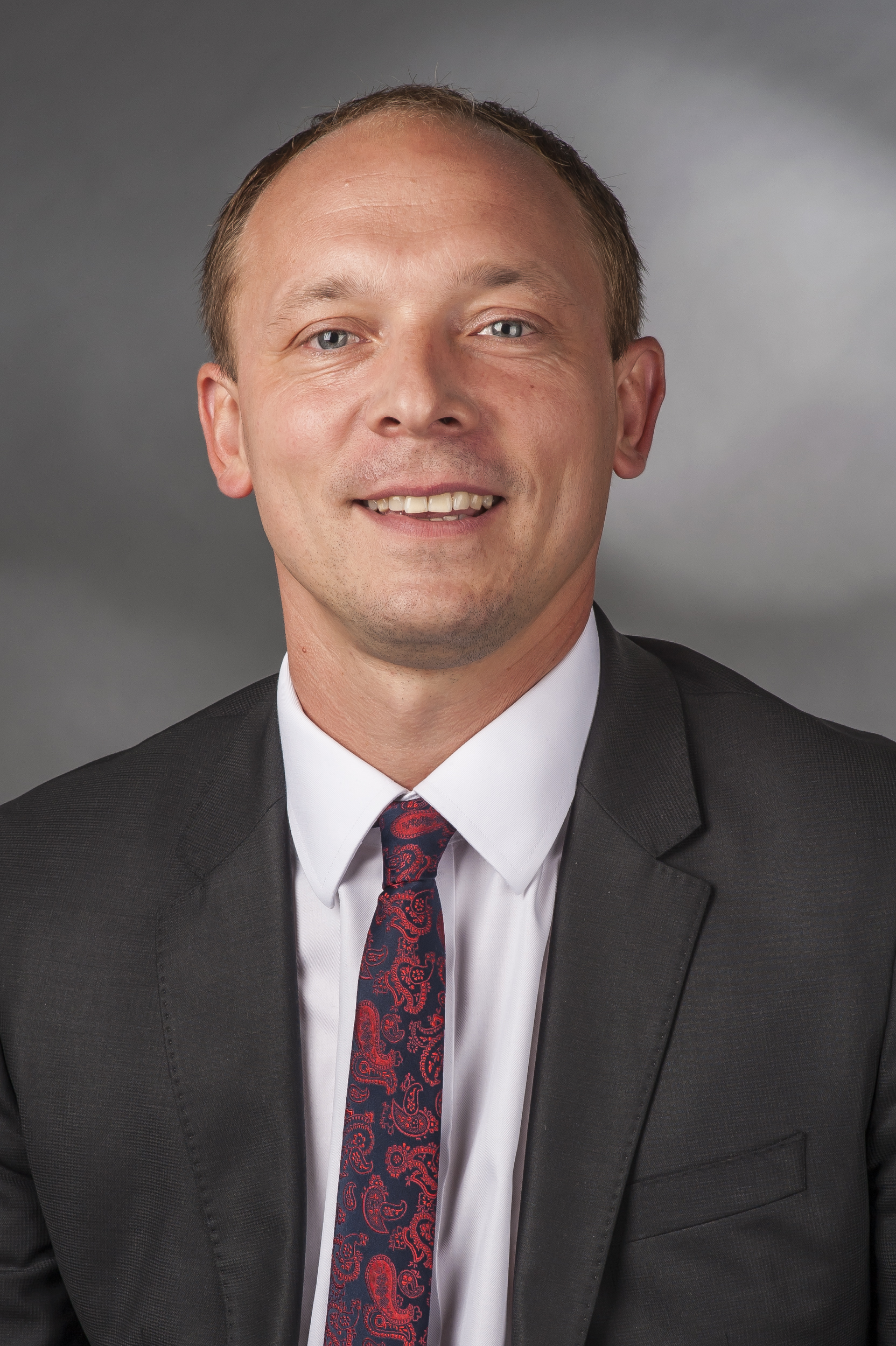
Marco Wanderwitz (2014)

Marco Wanderwitz (* 10. Oktober 1975 in Karl-Marx-Stadt, DDR) ist ein deutscher Politiker (CDU). Er war von 2002 bis 2025 Mitglied des Deutschen Bundestages und von 2020 bis 2021 Parlamentarischer Staatssekretär beim Bundesminister für Wirtschaft und Energie sowie Beauftragter der Bundesregierung für die neuen Bundesländer und davor von 2018 bis 2020 Parlamentarischer Staatssekretär beim Bundesminister des Innern, für Bau und Heimat.

## Leben

### Beruf und Privates
Nach dem Abitur 1994 am Gymnasium Prof. Dr. Max Schneider in Lichtenstein/Sachsen leistete Wanderwitz seinen Wehrdienst ab. Im Anschluss folgte ab 1995 ein Studium der Rechtswissenschaft an der Technischen Universität Dresden und der Universität Potsdam, das er 2000 mit dem ersten juristischen Staatsexamen beendete. Nach dem Referendariat legte er 2002 auch das zweite Staatsexamen ab. Seit Mai 2003 ist er als Rechtsanwalt in Leipzig tätig.
Marco Wanderwitz ist Vater von vier Kindern. Seine Partnerin Yvonne Magwas ist die Mutter des Anfang April 2019 geborenen vierten Kindes. Er ist evangelisch-lutherischer Konfession. Sie wohnen in Hohenstein-Ernstthal.

### Partei
Wanderwitz trat 1990 in die Junge Union und 1998 in die CDU ein. Er war von 1999 bis 2012 stellvertretender Vorsitzender des CDU-Kreisverbandes Chemnitzer Land (ab 2009 Zwickau) und von 2012 bis 2022 Kreisvorsitzender in Zwickau. Seinen Rückzug aus der sächsischen CDU im Herbst 2022 begründete er mit einer deutlichen Kritik an Michael Kretschmer, dem Vorsitzenden der Sachsen-CDU und sächsischen Ministerpräsidenten, dem er „Russland-Versteherei“ und „Sündenbocksuche“ vorwarf. Er gehört den Vorständen des evangelischen Arbeitskreises Zwickau und der Kommunalpolitischen Vereinigung Zwickau an.

### Abgeordneter
Wanderwitz gehört seit 2004 dem Stadtrat der Großen Kreisstadt Hohenstein-Ernstthal und seit 2008 dem Kreistag im Landkreis Zwickau an. Seit 2002 ist er Mitglied des Deutschen Bundestages. Nachdem er von 2002 bis 2005 zunächst stellvertretender Vorsitzender war, wurde er im Dezember 2005 schließlich zum Vorsitzenden der Jungen Gruppe in der CDU/CSU-Bundestagsfraktion gewählt. Außerdem ist er stellvertretender Vorsitzender der Deutsch-Portugiesischen Parlamentariergruppe und Mitglied im Vorstand der CDU/CSU-Fraktion. Wanderwitz gehörte zu den neun Bundestagsabgeordneten, die 2006 gegen die Veröffentlichung der Nebeneinkünfte der Abgeordneten nach der 2005 verabschiedeten Novelle des Abgeordnetengesetzes vor dem Bundesverfassungsgericht klagten und dort scheiterten.
Marco Wanderwitz ist 2002 und 2005 als direkt gewählter Abgeordneter des Wahlkreises Chemnitzer Land – Stollberg in den Bundestag eingezogen. Bei der Bundestagswahl 2005 erreichte er hier 37,5 Prozent der Erststimmen. Weiterhin war er bei der Bundestagswahl 2009 Direktkandidat der CDU im Bundestagswahlkreis Chemnitzer Umland – Erzgebirgskreis II und erreichte 41,2 Prozent der Erststimmen. Bei der Bundestagswahl 2013 wurde er im selben Wahlkreis sogar mit 49,6 Prozent der Erststimmen direkt gewählt. Seit Januar 2014 ist er Vorsitzender der Arbeitsgruppe Kultur und Medien und damit kultur- und medienpolitischer Sprecher seiner Fraktion. Er gehörte den Ausschüssen für Recht und Verbraucherschutz sowie Kultur und Medien jeweils als ordentliches Mitglied an.
Bei der Bundestagswahl 2017 wurde er in seinem bisherigen Wahlkreis mit 35,1 Prozent der Erststimmen direkt gewählt. Wanderwitz war von März 2018 bis Februar 2020 Parlamentarischer Staatssekretär beim Bundesminister des Innern, für Bau und Heimat und war zuständig für die Bereiche Bau, Wohnen und Stadtentwicklung. Danach wechselte er 2020, wieder als Parlamentarischer Staatssekretär, in das Bundesministerium für Wirtschaft und Energie und wurde gleichzeitig Beauftragter der Bundesregierung für die neuen Bundesländer. Aus dem Amt schied er am 8. Dezember 2021 aufgrund der Ernennung des Kabinetts Scholz aus.
Bei der Bundestagswahl 2021 verlor er im Bundestagswahlkreis Chemnitzer Umland – Erzgebirgskreis II sein Direktmandat mit 23,7 Prozent der Erststimmen an den Kandidaten der AfD Mike Moncsek, der 28,9 Prozent der Erststimmen erhielt, zog jedoch über die Landesliste Sachsen seiner Partei wieder in den Bundestag ein.
In der Neujahrsnacht 2021/2022 wurde auf Wanderwitz’ Wahlkreisbüro in Zwönitz ein Anschlag mit Pyrotechnik verübt. Die Polizei schätzte den Schaden der zerstörten Schaufensterscheibe auf 2.500 Euro. Der Vorfall fand bundesweite Beachtung und wurde von Politikern vieler Parteien öffentlich verurteilt.
Bei der Bundestagswahl 2025 kandidierte Wanderwitz nicht erneut. Er begründete dies mit zunehmenden Anfeindungen gegen sich. Er wolle sich und seine Familie „körperlich und seelisch schützen“ und „noch einmal etwas Neues anfangen“.

### Weiteres Engagement
Vom April 2019 bis Dezember 2020 war Wanderwitz stellvertretender Vorsitzender der von der Bundesregierung eingesetzten Kommission „30 Jahre Friedliche Revolution und Deutsche Einheit“. Von 2018 bis 2020 war er Mitglied im Kuratorium der Karl-May-Stiftung. Des Weiteren war er Stiftungsratsmitglied bei der Kulturstiftung des Bundes, sowie Vorsitzender des Aufsichtsrates der SRM-Sachsenring-Rennstrecken-Management GmbH. Zudem war er bei der Tourismus und Sport GmbH und bei der Germany Trade and Invest Mitglied im Aufsichtsrat. Weiterhin war er Kuratoriumsmitglied beim Liebling-Haus, einem Museum in Tel-Aviv. Wanderwitz ist zudem Mitglied im Verwaltungsrat der Filmförderungsanstalt (FFA). Beim Bund Heimat und Umwelt in Deutschland (BHU) ist er Kuratoriumsmitglied. Des Weiteren ist er stellvertretender Vorsitzender des Stiftungsrates der Bundesstiftung zur Aufarbeitung der SED-Diktatur, sowie Mitglied des Kuratoriums der Bürgerstiftung der Volksbank Mittweida. Er ist Stiftungsratmitglied der Stiftung Humboldt Forum im Berliner Schloss und Mitglied des Aufsichtsrates der Humboldt Forum Kultur GmbH.

## Politische Positionen und Kritik
Im Rahmen der Finanzkrise Griechenlands 2010 äußerte Wanderwitz in einem mit „Gebt her eure Inseln“ betitelten Interview, dass Griechenland Inseln privatisieren könne, wenn es „seinen Verpflichtungen nicht nachkommen kann.“
Im Sommer 2010 forderte er, sich ungesund ernährende Bürger müssten stärker zur Finanzierung der Krankenkassen herangezogen werden, da sie bewusst die Kosten der Kassen in die Höhe treiben würden. Diese Vorschläge wurden in den Medien als „aberwitzig“ bezeichnet.
Wanderwitz stimmte im Jahr 2007 im Bundestag für die Vorratsdatenspeicherung. Das Urteil des Europäischen Gerichtshofs im April 2014 gegen die Vorratsdatenspeicherung bezeichnete Wanderwitz als „Feiertag für das organisiertes [sic!] Verbrechen“. Im Internet wurde er für diese Äußerung heftig kritisiert.
Im März 2014 empfahl er, bei der Ausgestaltung des gesetzlichen Mindestlohns die Gruppe der Zeitungszusteller gesondert in den Blick zu nehmen. Durch den Mindestlohn für Zeitungszusteller entstünden den Zeitungsverlagen Mehrkosten von rund 225 Millionen Euro. Dies schade der Pressefreiheit.
Wanderwitz sagte im Mai 2021 im FAZ-Podcast für Deutschland in Bezug auf Ostdeutsche: „Wir haben es mit Menschen zu tun, die teilweise in einer Form diktatursozialisiert sind, dass sie auch nach dreißig Jahren nicht in der Demokratie angekommen sind.“ Ein Teil der (ostdeutschen) Bevölkerung habe „gefestigte nichtdemokratische Ansichten“. Nur ein geringer Teil der AfD-Wähler sei „potentiell rückholbar“, man könne darum nur „auf die nächste Generation“ hoffen.
Nach den Recherchen der Vice-Magazin-Journalisten Felix Dachsel und Robert Hofmann zur Aserbaidschan-Affäre wurde Marco Wanderwitz neben anderen Unionsfunktionären in vertraulichen Dokumenten der regimenahen Lobbyfirma The European Azerbaijan Society als Kontakt aufgeführt.
Wanderwitz tritt für eine kompromisslose Abgrenzung der CDU zur AfD ein. Er spricht sich für ein Verbotsverfahren gegen die AfD aus. Er begründet dies damit, dass die Demokratie von der AfD bedroht sei und nun eine „Atempause“ benötige. Einen Auftritt bei der Anti-Asyl-Initiative „Heimattreue Niederdorf“ 2016 bezeichnete Wanderwitz rückblickend als Fehler.

## Ehrungen
- 2011: Botschafter des Erzgebirges